# Irmão León
Irmão León ( em francês Frére León) batizado com o nome de  Joseph Sylvestre Sauget  (Arbois, Jura, 31 de dezembro de 1871 — Havana, 20 de novembro de 1955) foi um botânico francês .
Depois dos estudos secundarios em  Dijon entra no Instituto dos Irmãos das Escolas Cristãs. Parte depois, em 1904, para lecionar no Canadá, no  colégio de Longueil, onde conhece o irmão Marie-Victorin (Conrad Kirouac).
Chegou em Havana (na ilha de Cuba ) em 1905, onde assumiu o cargo de professor no Colégio De La Salle em Havana. Além de desevolver suas atividades educativas dedicou sua vida como botânico. Coletou e estudou a flora e a fauna cubana até então praticamente desconhecida. Seus esforço resultaram na criação do Museu do Colégio De La Salle e o Herbário De La Salle (1).
O Herbário De La Salle forma atualmente parte das coleções do Herbário Nacional de Cuba (ou Herbário da Academia de Ciências de Cuba HAC) do Instituto de Ecologia e Sistemática em Havana.

## Publicações
Com o Irmão Marie-Victorin (Conrad Kirouac), inciou após 1938 a obra em francês Itinéraires botaniques dans l'Île de Cuba (Itinerários Botânicos na Ilha de Cuba), publicada em três tomos sucessivamente em 1942, 1944 e 1956. 
Sua obra mais importante foi “Flora de Cuba”, que iniciou aos 70 anos de idade, e publicada o primeiro tomo em 1946. Porém, com problemas de visão e outras doenças, o segundo volume foi publicado em 1951 com a colaboração do Irmão Alain (Henri Alain Liogier). Em seus últimos quatro anos de vida perdeu a visão que o obrigou a parar de  escrever culmnando com a sua aposentadoria em 1955.
O Irmão Alain continuou trabalhando sobre os seus apontamentos, publicando os tomos  III e IV em  1953 e 1957, respectivamente. Alain terminou e publicou sozinho a obra com o tomo V em 1963 e ainda um suplemento em 1969. A obra  realizada por ambos resultou num trabalho monumental. 